# Liste der Baudenkmale in Balge
In der Liste der Baudenkmale in Balge sind alle Baudenkmale der niedersächsischen Gemeinde Balge aufgelistet. Die Quelle der  Baudenkmale ist der Denkmalatlas Niedersachsen. Der Stand der Liste ist der 14. April 2021.

## Allgemein
In den Spalten befinden sich folgende Informationen:
- Lage: die Adresse des Baudenkmales und die geographischen Koordinaten. Kartenansicht, um Koordinaten zu setzen. In der Kartenansicht sind Baudenkmale ohne Koordinaten mit einem roten Marker dargestellt und können in der Karte gesetzt werden. Baudenkmale ohne Bild sind mit einem blauen Marker gekennzeichnet, Baudenkmale mit Bild mit einem grünen Marker.
- Bezeichnung: Bezeichnung des Baudenkmales
- Beschreibung: die Beschreibung des Baudenkmales. Unter § 3 Abs. 2 NDSchG werden Einzeldenkmale und unter § 3 Abs. 3 NDSchG Gruppen baulicher Anlagen und deren Bestandteile ausgewiesen.
- ID: die Objekt-ID des Baudenkmales
- Bild: ein Bild des Baudenkmales, ggf. zusätzlich mit einem Link zu weiteren Fotos des Baudenkmals im Medienarchiv Wikimedia Commons. Wenn man auf das Kamerasymbol klickt, können Fotos zu Baudenkmalen aus dieser Liste hochgeladen werden:

## Balge

### Einzeldenkmale
| Lage                                      | Bezeichnung | Beschreibung | ID       | Bild           |
| ----------------------------------------- | ----------- | --- | -------- | -------------- |
| Kirchstraße 3 52° 43′ 5″ N, 9° 11′ 9″ O   | Kirche      | Die evangelische Kirche St. Bartholomäus Balge ist ein zweijochiger Saalbau mit quadratischem Westturm und eingezogenem Rechteckchor ist im späten 12. Jahrhundert erbaut worden. Ursprünglich war das Gebäude flachgedeckt. Die Einwölbung ist auf die Zeit um 1225 bis 1250 errichtet. Der Choranbau wird auf das 15. Jahrhundert datiert. Am Langhaus finden sich neuzeitliche Backsteinstrebepfeiler. | 31037349 | Weitere Bilder |
| Pastorenpatt 6 52° 43′ 6″ N, 9° 11′ 12″ O | Pfarrhaus   | 1905 erbauter zweigeschossiger Bau. Im Erdgeschoss Ziegel, im Obergeschoss Rauputz und im Dachgeschoss Zierfachwerk. Dahinter befindet sich ein eingeschossiger Fachwerkbau aus der Zeit um 1800 und daran angebaut eine hölzerne Veranda aus der Zeit um 1890. | 31038045 |                |

## Blenhorst

### Gruppen baulicher Anlagen

#### Gruppe: Wassermühle Blenhorst
Die Gruppe „Wassermühle Blenhorst“ hat die ID 31035870.

| Lage                                   | Bezeichnung                                                           | Beschreibung | ID       | Bild |
| -------------------------------------- | --------------------------------------------------------------------- | --- | -------- | ---- |
| Mühlenweg 1 52° 42′ 50″ N, 9° 8′ 17″ O | Wassermühle                                                           | Viergeschossiger Massivbau auf Sockelgeschoss mit Krüppelwalmdach, Sockelgeschoss mit Antriebstechnik, Erdgeschoss mit Mahlgang und Steinkran                                           | 31037424 |      |
| Mühlenweg 1 52° 42′ 49″ N, 9° 8′ 16″ O | Sägewerk, Wassermühle mit Sägegatter (ID: 31038066) und Mühlentechnik | Langgestreckter Fachwerkbau von 1769 mit Ziegelausfachung und Satteldach: Wasserseite in Teilen massiv in Ziegelmauerwerk; Innen: Antriebstechnik u. Horizontalgatter von 1876 erhalten | 31037448 |      |

#### Gruppe: Hofanlage Blenhorster Straße 29
Die Gruppe „Hofanlage Blenhorster Straße 29“ hat die ID 31036996.

| Lage                                             | Bezeichnung              | Beschreibung | ID       | Bild |
| ------------------------------------------------ | ------------------------ | --- | -------- | ---- |
| Blenhorster Straße 29 52° 42′ 46″ N, 9° 8′ 22″ O | Wohn-/Wirtschaftsgebäude | Im Kern vom 17. Jahrhundert als Zweiständerhallenhaus, in der zweiten Hälfte des 19. Jahrhunderts verbreiterter und verlängertet, der massive Queranbau ist von um 1900 | 31037957 |      |
| Blenhorster Straße 29 52° 42′ 45″ N, 9° 8′ 23″ O | Scheune/Stall            | Langgestreckter Fachwerkbau von Ende des 19. Jahrhunderts | 31037982 |      |
| Blenhorster Straße 29 52° 42′ 47″ N, 9° 8′ 22″ O | Backhaus                 | Das eingeschossige Fachwerkgebäude wurde 1743 unter einem Satteldach errichtet worden. Der Backofen soll erhalten sein.                                                 | 31037384 |      |

#### Gruppe: Hofanlage Blenhorster Straße 41
Die Gruppe „Hofanlage Blenhorster Straße 41“ hat die ID 31036962.

| Lage                                             | Bezeichnung                                 | Beschreibung                                                                          | ID       | Bild |
| ------------------------------------------------ | ------------------------------------------- | ------------------------------------------------------------------------------------- | -------- | ---- |
| Blenhorster Straße 41 52° 42′ 49″ N, 9° 8′ 12″ O | Wohnhaus mit Wirtschaftsteil (ID: 31038090) | Ziegelbau von 1906, das Obergeschoss ist in Zierfachwerk in Jugendstilformen gehalten | 31037883 |      |
| Blenhorster Straße 41 52° 42′ 49″ N, 9° 8′ 10″ O | Scheune                                     | Ziegelbau von 1906 errichteter mit Drempelgeschoss in Ziegelfachwerk                  | 31037911 |      |
| Blenhorster Straße 41 52° 42′ 49″ N, 9° 8′ 11″ O | Holzspeicher                                | Fachwerkbau von 1906 mit Zierfachwerk                                                 | 31037933 |      |

### Einzelbaudenkmale
| Lage                                             | Bezeichnung | Beschreibung | ID       | Bild |
| ------------------------------------------------ | ----------- | --- | -------- | ---- |
| Blenhorster Straße 8 52° 42′ 39″ N, 9° 8′ 28″ O  | Wohnhaus    | Ehemaliges, 1730 als eingeschossiges Fachwerkhaus erbautes Häuslingshaus der dortigen Hofstelle (Blenhorster Straße 12/14). Wandständerbau, der einseitig um 1800 durch einen Stallanbau verbreitert wurde. Die beiden Giebel sind zweifach vorkragend über den gerundeten Schwellen. | 31038024 | BW   |
| Blenhorster Straße 14 52° 42′ 41″ N, 9° 8′ 25″ O | Scheune     | Fachwerkscheune vom Anfang des 19. Jahrhunderts, um 1990 saniert und zum Wohnhaus umgebaut | 31037405 |      |

## Bötenberg

### Einzeldenkmale
| Lage                                             | Bezeichnung | Beschreibung                                                                                       | ID       | Bild |
| ------------------------------------------------ | ----------- | -------------------------------------------------------------------------------------------------- | -------- | ---- |
| Bötenberger Straße 21 52° 41′ 11″ N, 9° 6′ 37″ O | Schafstall  | Um 1800 errichteter Gefügebau in Lehmfachwerk, teilweise auch in Ziegel, unter einem Halbwalmdach. | 31037474 |      |

## Buchhorst

### Gruppe baulicher Anlagen

#### Gruppe: Hofanlage Bullersberg 10
Die Gruppe „Hofanlage Bullersberg 10“ hat die ID 31035832 im Denkmalatlas.

| Lage                                       | Bezeichnung | Beschreibung                                                                                              | ID       | Bild |
| ------------------------------------------ | ----------- | --- | -------- | ---- |
| Bullersberg 10 52° 41′ 50″ N, 9° 10′ 10″ O | Wohnhaus    | Das Vierständer-Hallenhaus wurde unter einem Krüppelwalmdach mit einem Uhlenloch errichtet.               | 31037537 |      |
| Bullersberg 10 52° 41′ 51″ N, 9° 10′ 8″ O  | Speicher    | Der eingeschossige Speicher wurde unter Satteldach errichtet.                                             | 31037554 |      |
| Bullersberg 10 52° 41′ 50″ N, 9° 10′ 8″ O  | Stall       | Der Fachwerkstall wurde 2013 mit Genehmigung abgebrochen und daher aus dem Denkmalverzeichnis gestrichen. | 31037571 | BW   |

### Einzelbaudenkmale
| Lage                                       | Bezeichnung | Beschreibung | ID       | Bild |
| ------------------------------------------ | ----------- | --- | -------- | ---- |
| Marschstraße 3 52° 41′ 48″ N, 9° 10′ 20″ O | Speicher    | Fachwerkgebäude von um 1605, teilweise verbohlt und mit Satteldach; Türsturz mit einem Vorhangbogen verziert; Wurde aus der Gemeinde Marklohe hierher versetzt. | 31038003 |      |

## Dolldorf

### Einzelbaudenkmale
| Lage                                             | Bezeichnung | Beschreibung                                                  | ID       | Bild |
| ------------------------------------------------ | ----------- | ------------------------------------------------------------- | -------- | ---- |
| Dolldorfer Eichenweg 31 52° 42′ 5″ N, 9° 7′ 3″ O | Wassermühle | Ziegelfachwerkhaus vom 19. Jahrhundert mit Stau und Wasserrad | 31037588 |      |

## Holzbalge

### Gruppe baulicher Anlagen

#### Gruppe: Hofanlage Zum Lohberg 3, 7, 9
Die Gruppe „Hofanlage Zum Lohberg 3, 7, 9“ hat die ID 31035850.

| Lage                                      | Bezeichnung              | Beschreibung | ID       | Bild |
| ----------------------------------------- | ------------------------ | --- | -------- | ---- |
| Zum Lohberg 3 52° 42′ 45″ N, 9° 10′ 31″ O | Wohn-/Wirtschaftsgebäude | Verklinkertes historisierendes Gebäude von 1876                                                                           | 31037609 |      |
| Zum Lohberg 3 52° 42′ 44″ N, 9° 10′ 32″ O | Stall/Remise             | Stall/Remise in Fachwerk                                                                                                  | 44742011 |      |
| Zum Lohberg 7 52° 42′ 45″ N, 9° 10′ 29″ O | ehemaliger Speicher      | Der Speicher in Ziegelfachwerk wurde im 19. Jahrhundert unter einem Satteldach errichtet.                                 | 44742050 |      |
| Zum Lohberg 9 52° 42′ 45″ N, 9° 10′ 29″ O | Backhaus                 | Das eingeschossige Backhaus wurde im 19. Jahrhundert unter einem Satteldach errichtet und später zu Wohnzwecken umgebaut. | 44742075 |      |
| Zum Lohberg 52° 42′ 44″ N, 9° 10′ 30″ O   | Scheune                  | Die Fachwerkscheune wurde wegen seiner Veränderungen ab 2013 nicht mehr im Denkmalverzeichnis geführt.                    | 44742096 | BW   |
| Zum Lohberg 52° 42′ 44″ N, 9° 10′ 31″ O   | Nebengebäude             | Der Holzschuppen wurde wegen der Veränderungen ab 2013 nicht mehr im Denkmalverzeichnis geführt.                          | 44742112 | BW   |

### Einzelbaudenkmale
| Lage                                    | Bezeichnung | Beschreibung                        | ID       | Bild |
| --------------------------------------- | ----------- | ----------------------------------- | -------- | ---- |
| Im Dorfe 11 52° 42′ 40″ N, 9° 10′ 31″ O | Speicher    | Fachwerkbau von 1713 mit Satteldach | 31037776 |      |

## Mehlbergen

### Einzelbaudenkmale
| Lage                                            | Bezeichnung | Beschreibung                                                                                          | ID       | Bild |
| ----------------------------------------------- | ----------- | --- | -------- | ---- |
| Am Steinkamp 5a 52° 41′ 9″ N, 9° 9′ 11″ O       | Wohnhaus    | Fachwerkhaus mit Steinausfachungen sowie mit Krüppelwalmdach                                          | 31037685 |      |
| Mehlberger Straße 39 52° 41′ 25″ N, 9° 9′ 51″ O | Speicher    | Fachwerkhaus aus der zweiten Hälfte des 18. Jahrhunderts z.T. mit einer Lehmausfachung und Satteldach | 31037626 |      |
| Mehlberger Straße 39 52° 41′ 24″ N, 9° 9′ 52″ O | Backhaus    | Fachwerkhaus, Ausfachung teils Lehmstakung, teils Ziegel, mit Satteldach.                             | 31037647 |      |

## Möhlenhalenbeck

### Gruppe baulicher Anlagen

#### Gruppe: Hofanlage Möhlenhalenbeck 10
Die Gruppe „Hofanlage Möhlenhalenbeck 10“ hat die ID 31036924.

| Lage                                                  | Bezeichnung              | Beschreibung | ID       | Bild |
| ----------------------------------------------------- | ------------------------ | --- | -------- | ---- |
| Möhlenhalenbecker Straße 10 52° 42′ 11″ N, 9° 9′ 6″ O | Wohn-/Wirtschaftsgebäude | Vierständer-Hallenhaus von 1868 in Ziegelbauweise. Im Kern befindet sich älteres Gerüst aus dem 18. Jahrhundert.                     | 31037798 |      |
| Möhlenhalenbecker Straße 10 52° 42′ 13″ N, 9° 9′ 5″ O | Speicher                 | Zweistöckiges Ziegelfachwerkgebäude vom Ende des 18. Jahrhunderts mit Satteldach, Obergeschoss und der Giebel kragen vor.            | 31037494 | BW   |
| Möhlenhalenbecker Straße 10 52° 42′ 11″ N, 9° 9′ 8″ O | Stall                    | Ende des 19. Jahrhunderts als Anbau mit dem Haupthaus verbundener Ziegelbau.                                                         | 31037823 | BW   |
| Möhlenhalenbecker Straße 10 52° 42′ 12″ N, 9° 9′ 5″ O | Scheune/Stall            | In der ersten Hälfte des 19. Jahrhunderts errichteter Fachwerkbau mit Ziegelausfachung unter einem Halbwalmdach in S-Pfannendeckung. | 31037843 | BW   |

### Einzelbaudenkmale
| Lage                                                    | Bezeichnung              | Beschreibung | ID       | Bild |
| ------------------------------------------------------- | ------------------------ | --- | -------- | ---- |
| Möhlenhalenbecker Straße 15/17 52° 42′ 3″ N, 9° 9′ 2″ O | Stall                    | Wandständerbau mit Feldsteinsockel und mit sehr breiten Gefachen und ungewöhnlich starken Hölzern, zum Teil in Lehmstakung, unter einem Walmdach. Die unteren Gefache sind in Holzbohlen gehalten. | 31037518 |      |
| Möhlenhalenbecker Straße 20 52° 42′ 2″ N, 9° 8′ 56″ O   | Wohn-/Wirtschaftsgebäude | Zweiständerfach-Hallenhaus von 1751. | 36351753 |      |

## Sebbenhausen

### Gruppe baulicher Anlagen

#### Gruppe:Hofanlage Sebbenhausener Straße 63, 67, 69
Die Gruppe „Hofanlage Sebbenhausener Straße“ hat die ID 31035859.

| Lage                                                 | Bezeichnung                        | Beschreibung | ID       | Bild |
| ---------------------------------------------------- | ---------------------------------- | --- | -------- | ---- |
| Sebbenhausener Straße 63 52° 43′ 46″ N, 9° 11′ 15″ O | Wohn-/Wirtschaftsgebäude           | Laut Inschrift 1873 errichtetes Vierständerhallenhaus in massiver Ziegelbauweise. | 31037736 |      |
| Sebbenhausener Straße 67 52° 43′ 47″ N, 9° 11′ 15″ O | ehemaliger Stall/ehemalige Scheune | Wandständerbau mit Innenständerreihen und mittiger Längsdurchfahrt, der vermutlich gegen Ende des 19. Jahrhunderts zu einem Wohnwirtschaftsgebäude umgebaut wurde.                         | 31037756 |      |
| Sebbenhausener Straße 69 52° 43′ 47″ N, 9° 11′ 16″ O | ehemalige Scheune                  | Ende des 19. Jahrhunderts wurde die eingeschossige Fachwerkscheune unter Krüppelwalmdach mit Toreinfahrten errichtet.                                                                      | 31037701 |      |
| Sebbenhausener Straße 69 52° 43′ 47″ N, 9° 11′ 15″ O | Nebengebäude                       | Das Gartenhaus stellt sich als ein Neubau auf der Hofanlage dar und wurde daher nicht mehr im Denkmalverzeichnis geführt.                                                                  | 44700111 | BW   |
| Sebbenhausener Straße 52° 43′ 46″ N, 9° 11′ 14″ O    | Speicher                           | Der Speicher wurde 1871 unter Verwendung von Hölzern aus dem Jahre 1695 errichtet und später umgebaut. Wegen der Veränderung wurde das Gebäude 2016 aus dem Denkmalverzeichnis gestrichen. | 31037719 | BW   |